# Mones Quintela
Mones Quintela est une ville située au nord de l'Uruguay, dans le département d'Artigas. 

## Démographie
| Année | Population |
| ----- | ---------- |
| 1963  | -          |
| 1975  | -          |
| 1985  | -          |
| 1996  | 616        |
| 2004  | 601        |

,
Sa population est de 601 habitants selon une étude de 2004.